# قولانجق
قولانجق هي قرية في مقاطعة شاهين دج، إيران. يقدر عدد سكانها بـ 131 نسمة بحسب إحصاء 2016.